# Історичний музей (Стокгольм)
Шведський музей історії (Історичний музей; швед. Historiska museet, Statens historiska museum) — музей у Стокгольмі, Швеція. Музей охоплює шведську археологію та історію культури від мезоліту до наших днів. Заснований у 1866 році, функціонує як урядове агентство і має завдання зберегти історичні елементи Швеції, а також сприяти поширенню знань з історії.
Початок музею — колекції мистецьких та історичних об'єктів, зібраних шведськими монархами з XVI століття. Має декілька постійних виставок і щорічно проводить спеціалізовані виставки, прив'язані до поточних подій.

## Функції
Музей історії є частиною центрального музейного агентства під назвою «Statens historiska museer» (SHMM) («Національні історичні музеї»). Іншими установами під егідою цього агентства є Королівський кабінет монет, англ. Tumba Papermill Museum та Шведська археологічна комісія (Arkeologiska uppdragsverksamheten або Arkeologerna). Музей є також одним з п'яти так званих ansvarsmuseum («музеї з обов'язками») у Швеції. Агентство покликане координувати діяльність між музеями, допомагати іншим музеям і розвивати контакти між музеями та іншими частинами шведської спільноти.

## Історія
Початком Історичного музею та Національного музею, була колекція мистецтва 16 століття короля Густава Вази у замку Гріпсхольм. Колекція виросла через придбання, подарунки і військову здобич за часів Шведської імперії. Деякі з колекцій були втрачені під час пожежі в замку Тре-Крон. У другій частині 18-го століття мистецтво і предмети старовини були придбані послами і членами королівської сім'ї і зібрані в Стокгольмському палаці. Після смерті короля Густава III в 1792 році колекції були передані шведському уряду. Того ж року Королівський музей (Kongl. Museum) відкрився в палаці. Це був один з перших громадських музеїв у світі. У 1846—47 роках музей переїхав з палацу в будинок Ріддерстольпа в Скеппсброн, де він існував до 1865 року. Згодом колекцію перевезли до Національного музею. Шведський археолог Стіг Веліндер стверджує, що історичний музей був фактично заснований з його розташування в Ridderstolp House в 1847.
Сучасний музей був заснований у 1866 році Бромом Емілем Хільдебрандом, який був директором його попередника як у Стокгольмському палаці, так і в Будинку Ріддерстольпа. Колекції музею були виставлені на першому поверсі нещодавно побудованого Національного музею. Територія незабаром стала занадто малою для обох музеїв. 1876 року, коли були побудовані нові будівлі музею Північної Європи, було запропоновано, щоб у будівлі були також колекції й історичного музею. Дебати про місце історичного музею тривали десятиліттями до тих пір, поки Сігурд Курман не став зберігачем стародавніх пам'яток (riksantikvarie) і головою Шведської ради національної спадщини.   У липні 1923 року він переніс цю проблему в конкретніше русло. Головною метою нового музею стало навести порядок у хаотичних колекціях, а неопубліковані наукові статті стали називати «корфом».
У 1929 році шведський уряд висловив припущення, що колишні військові казарми і стайні у Сторгатані в міському блоці, відомому як «Крюббан» («шпаргалка»), можуть бути виділені музею. Архітектурний конкурс відбувся в 1930 році для запропонованого переобладнання блоку в придатне приміщення для музею. Жоден з переможців не оголошувався. Архітектори Бенгт Ромаре, Джордж Шерман та інженером Госта Нільссон розробили проєкт нового музею у співпраці з Curman, Національною радою з питань власності та Радою національної спадщини.

## Архітектура

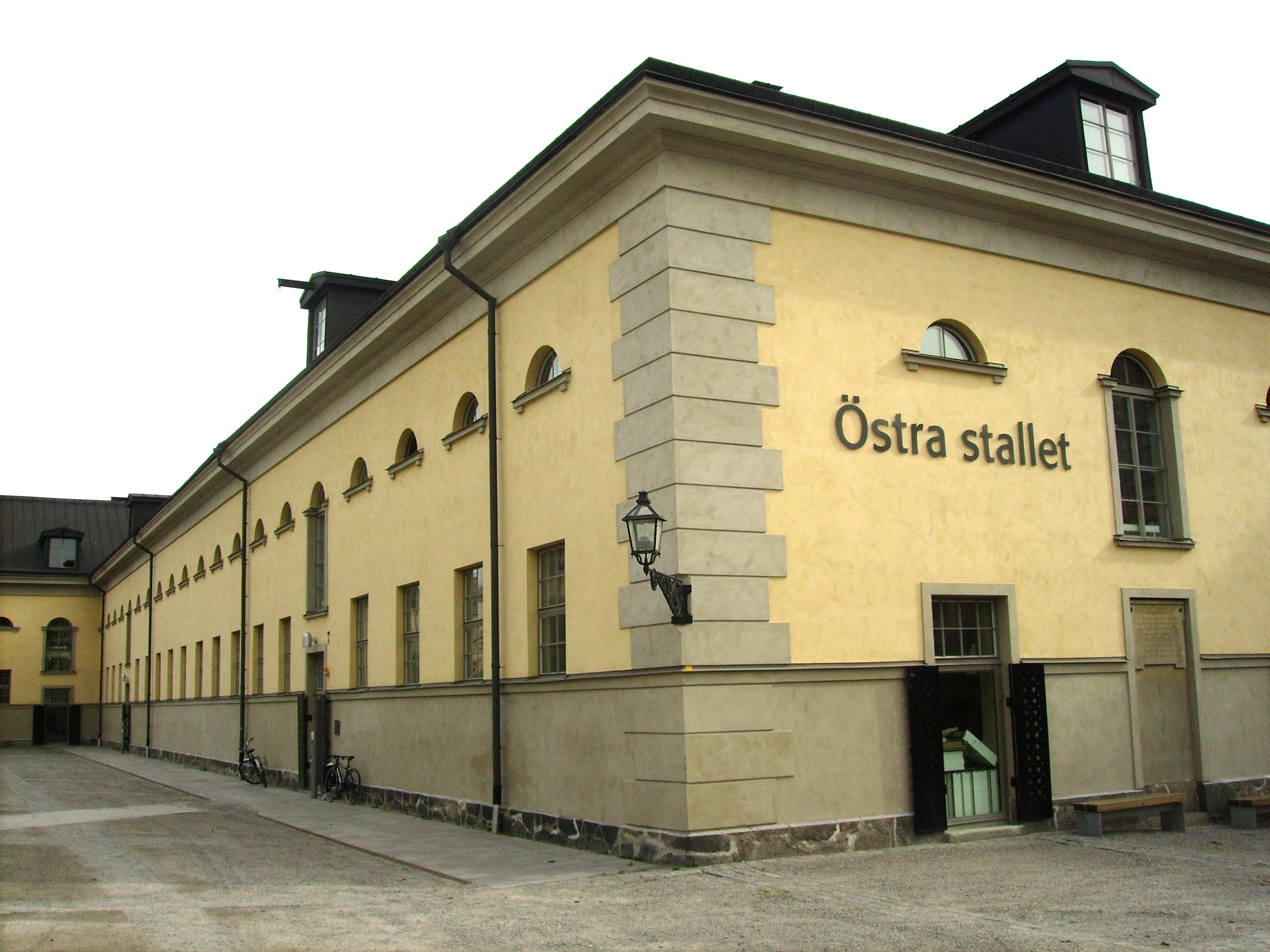
Східна частина

У 1932 році уряд Швеції надав кошти на будівництво офіційних будівель для створення робочих місць під час депресії. Деякі з них використовувалися для побудови музею в 1934—39. Плани музею не були завершені до 1936 року .

## Зовнішній вигляд
Головна будівля, яку спроєктували Ромар і Шерман 1935—1940 рр., відображає амбівалентність між домінуючим сучасним стилем епохи та історичним контекстом, наведеним не тільки в контексті вимог, але і в гармонії до казарм і стайні 19-го століття, розташованих на південь від музею. Головна будівля утворює компактний блок, що робить відступ назад від вулиці, щоб залишити простір для привокзальної площі.
Музей складається з чотирьох двоповерхових і триповерхових блокових споруд, що оточують внутрішній дворик, що надає йому вигляд фортеці. Фасад строгий і прикрашений скульптурами, зробленими Брором Маркландом (доданий в 1959 році) і рельєфами художника Роберта Нільссона. У дворі біля басейну розташована скульптура під назвою Näcken (The Neck) Карла Frisendahl.

### Бронзові двері

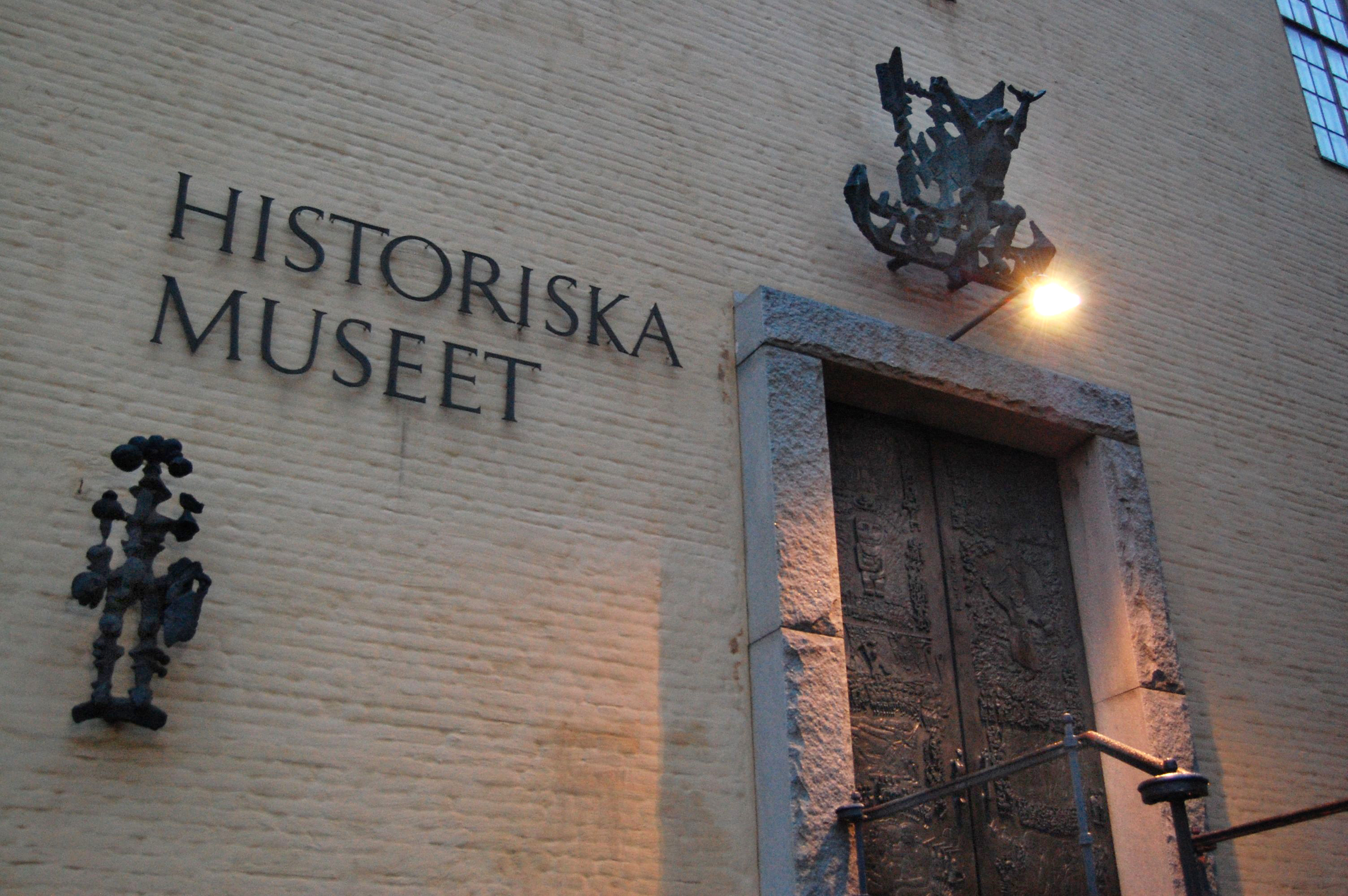
Бронзові двері

Більшість прикрас музею було відібрано через серію конкурсів. 1938 року Маркунд виграв конкурс на створення головного входу в музей. Двері, які називаються «Історичні ворота», зайняли тринадцять років роботи. Вони були закінчені і відкриті в 1952 році. Двері фінансувалися благодійником Євою Боннієр.
Двері мають висоту 4,5 метрів (15 ft) і важать близько 1 тонни (2 200 lb) кожна. Виготовлені з бронзи.
Двері зображують історію Швеції від кам'яного віку до середньовіччя. Ліві двері представляють язичницьку епоху з Одіном як центральною фігурою, в той час як права двері зображують Ансгара і християнську епоху. Відзначене відхилення від історичної теми — зображення стандартної пляшки пива  1950-х років на крайній правій стороні правої частини дверей.

## Інтер'єр

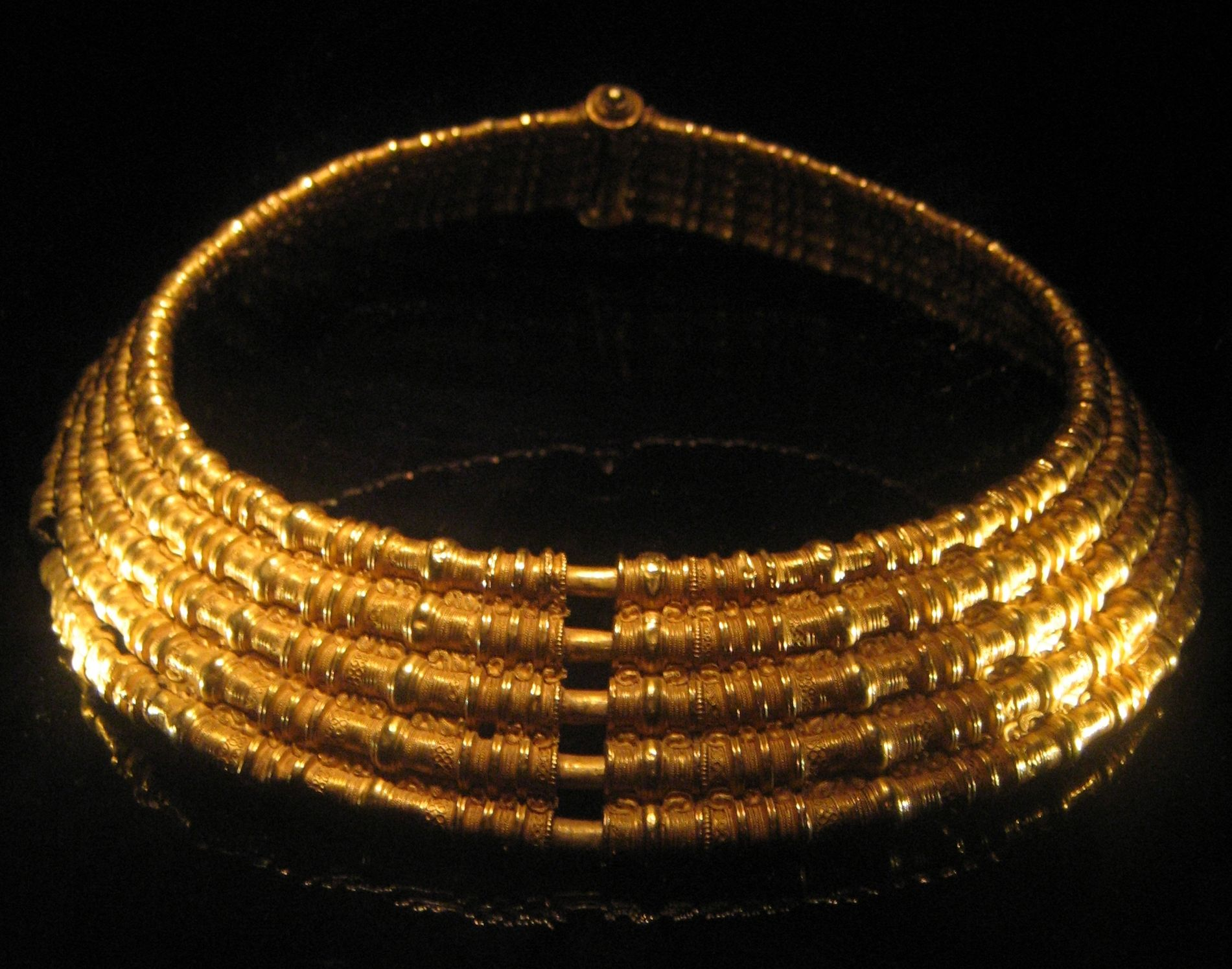
Золоте намисто, один з предметів у Золотій кімнаті

Інтер'єр музею просторий, з приміщенням для постійних і спеціальних виставок. Постійні експозиції розташовуються в хронологічному порядку в кімнатах з видом на внутрішній дворик, з дохристиянськими колекціями на першому поверсі та колекціями приблизно з 800 року на другому поверсі. Зали постійно оновлюються з адаптацією до нових технологій і для розміщення нових виставок. Прихожа була відремонтована в 1994 році, щоб скласти сучасне враження про середньовічний лицарський зал. Підлога була закладена каменем, а викладені в стелі балки були з бетону .

## Золота кімната
Основу під центральним двором — 700 м2 (7 500 sq ft) становить Бетонний склеп, знаний як Золота кімната, де на дисплеї з'являється велика кількість золотих і срібних предметів. Його побудували 1994 року і оплатили за рахунок коштів Фонду Кнута та Аліси Валленберг. Проєкт розробив архітектор Лейф Бломберг, він нагадує містичне культове місце з зображенням свердловини Міміра посеред виставкового залу. Підлогу та стовпи у приміщенні виконано з вапняку і діабазу, а декор — з кованого заліза. Доступ до нього здійснюється через підземний перехід з передпокою.
У кімнаті містяться близько 3000 об'єктів, зроблених із загальної кількості 52 кг (115 lb) золота і більше 200 кг (440 lb) срібла. Приміщення має підвищену безпеку, що сприяє тому, що більшість золотих предметів могли бути виставлені широкій публіці.

## Колекції

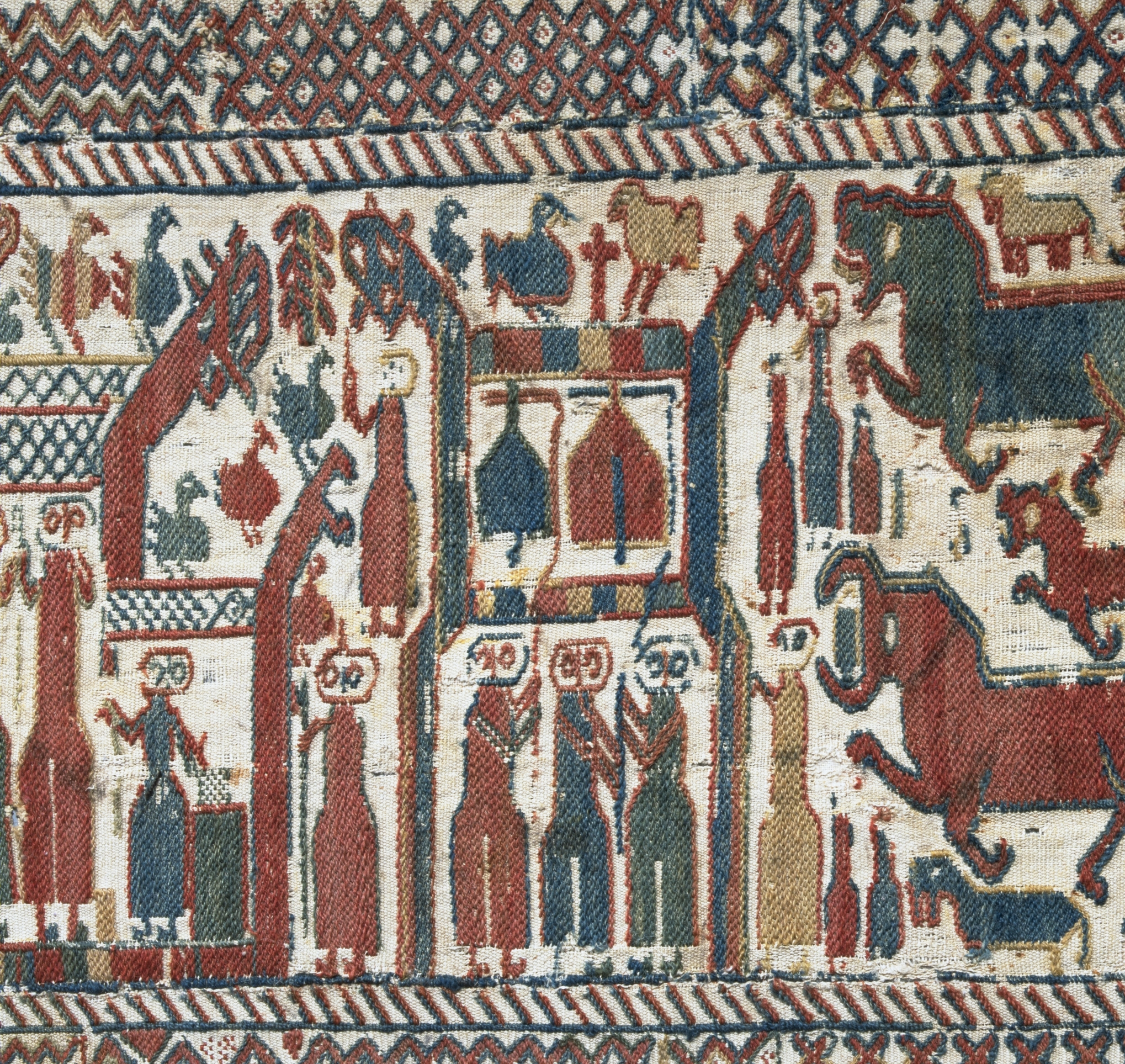
Скогський гобелен

При плануванні Курман спочатку визначив, як будуть виставлятися колекції. Він запозичив ідеї з сучасних виставок, промислових ярмарків і вітрин. Ідея полягала в тому, щоб заманити і заперечити скептицизм вчених, які вважали музей головним чином науковою установою. Це один з найбільших музеїв у Швеції з більш ніж 10 мільйонами артефактів, зареєстрований під 34 000 інвентарних номерів, і одним з найбільших колекцій старожитностей в Європі. На дисплеї містяться близько 6200 об'єктів. 2011 року інформація про 480 тисяч об'єктів музею була доступна через онлайн-базу даних. 65 000 з цих записів було проілюстровано малюнками або фотографіями. База даних також містила інформацію про 55 900 місць у Швеції, де були зроблені археологічні знахідки та близько 267300 кісткових знахідок (загальна вага близько 111 тонн). База даних постійно розширюється і оновлюється.
Колекція вікінгів складається з об'єктів близько 800—1050 років, у тому числі зброї, скрині Mästermyr, археологічних знахідок з торгового центру «Вікінг», Бірки, об'єктів Всесвітньої спадщини ЮНЕСКО із Бйоркйо, релігійних предметів епохи, привезених додому з подорожей в інші частини світу, а також тисячі знахідок, пов'язаних з повсякденним життям цього періоду.
Найбільш помітними об'єктами в колекції «Золота кімната» є комірці, які датуються близько 350—500 років, виготовлені із золота з римських монет. У кімнаті також містяться ювелірні вироби з срібла вікінгів, коштовні реліквії з середньовіччя, монети, урочисті мечі та військова здобичі. Велика кількість збережених об'єктів, зроблених з дорогоцінних металів, пояснюється законом, виданим у 17-му столітті, який зазначає, що всі такі знахідки, які були старші ста років і без власника, викуплені урядом і направлені Музей історії. Закон досі діє.
Колекція музею шведського церковного мистецтва є великою, а її походження датується від 12 століття до періоду після реформації. Вона містить такі предмети, як дерев'яні скульптури, вівтарі й розп'яття.
У текстильній палаті зберігаються текстильні роботи середньовіччя. Об'єкти — це переважно текстильні вироби, які використовуються в церквах або жрецями та єпископами. Найстаріший і найвідоміший об'єкт 13-го століття є гобелен з Скогської Церкви, англ. Skog tapestry. Він був знайдений в 1912 році, обгорнутим навколо весільної корони. Іншим гобеленом є швед. Grödinge tapestry.

## Виставки
Перша всеосяжна виставка в музеї відкрилася 17 травня 1943 року. Вона мала назву англ. Ten thousand years in Sweden, включала виставки від кам'яного віку до середньовіччя. Відтоді музей неодноразово змінював і переробляв постійні виставки, а також щорічно проводив кілька нових спеціальних виставок. Вони часто пов'язані з певною темою, яка наразі обговорюється, або іншою темою. Деякі спеціальні виставки називались[джерело?]:
- Luxury products and unique portraits, 1997, exports from the Roman Empire to Scandinavia.[18]
- Snow White and The Madness of Truth, 2004, an art installation that lead to an international controversy.[19]
- Save History!, 2009, on how global warming and pollution destroys the cultural heritage.[20]
- Boundless — a global voyage of discovery, 2011, about how different cultures have met and influenced each other throughout history.[21]
- Three centuries of friendship between Russia and the Netherlands, 2013, with objects on loan from museums, archives and libraries in Russia and the Netherlands.[22]
- Hidden stories, 2015, an exhibition interwoven in the permanent exhibitions with notes and stories highlighting sexuality and gender identity by providing an alternate view on history.[23]

У 2010 році відкрилася нова постійно діюча виставка «Історія Швеції». У ній висвітлюються особисті речі, пов'язані з віхами та переломними подіями шведської історії протягом останніх 1000 років. 2011 року музей створив свою першу виставку під ключ: «Ми називаємо їх вікінгами» у співпраці з австрійським Museums Partner та Studio Exhibit. Виставка з двох частин демонструє інші аспекти життя вікінгів, ніж стереотипні варварські рейдери. Станом на 2015 виставка відвідала ряд місць у Європі та Північній Америці.

## Галерея

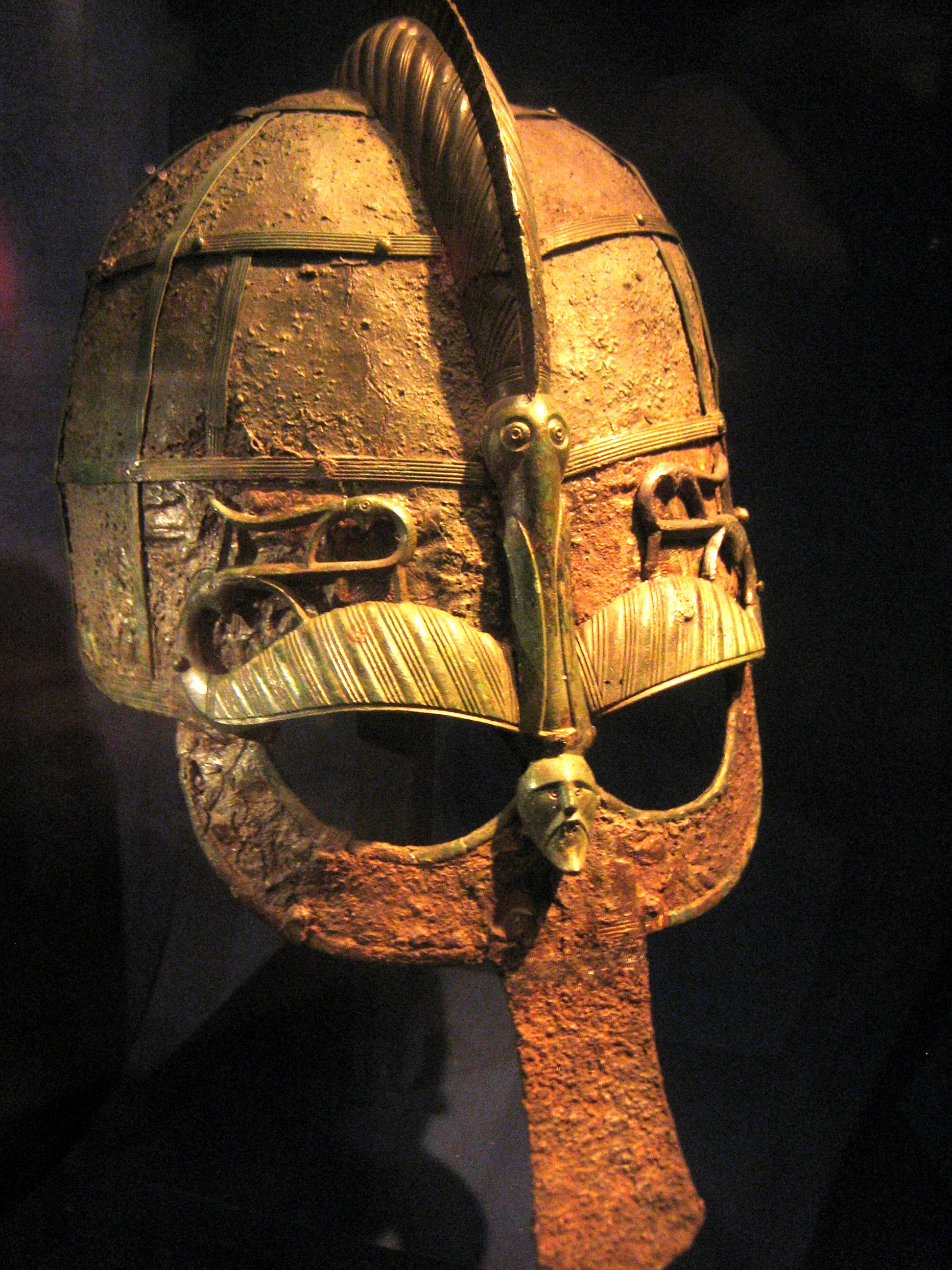
Залізний шолом VII століття із Поховальної лодії
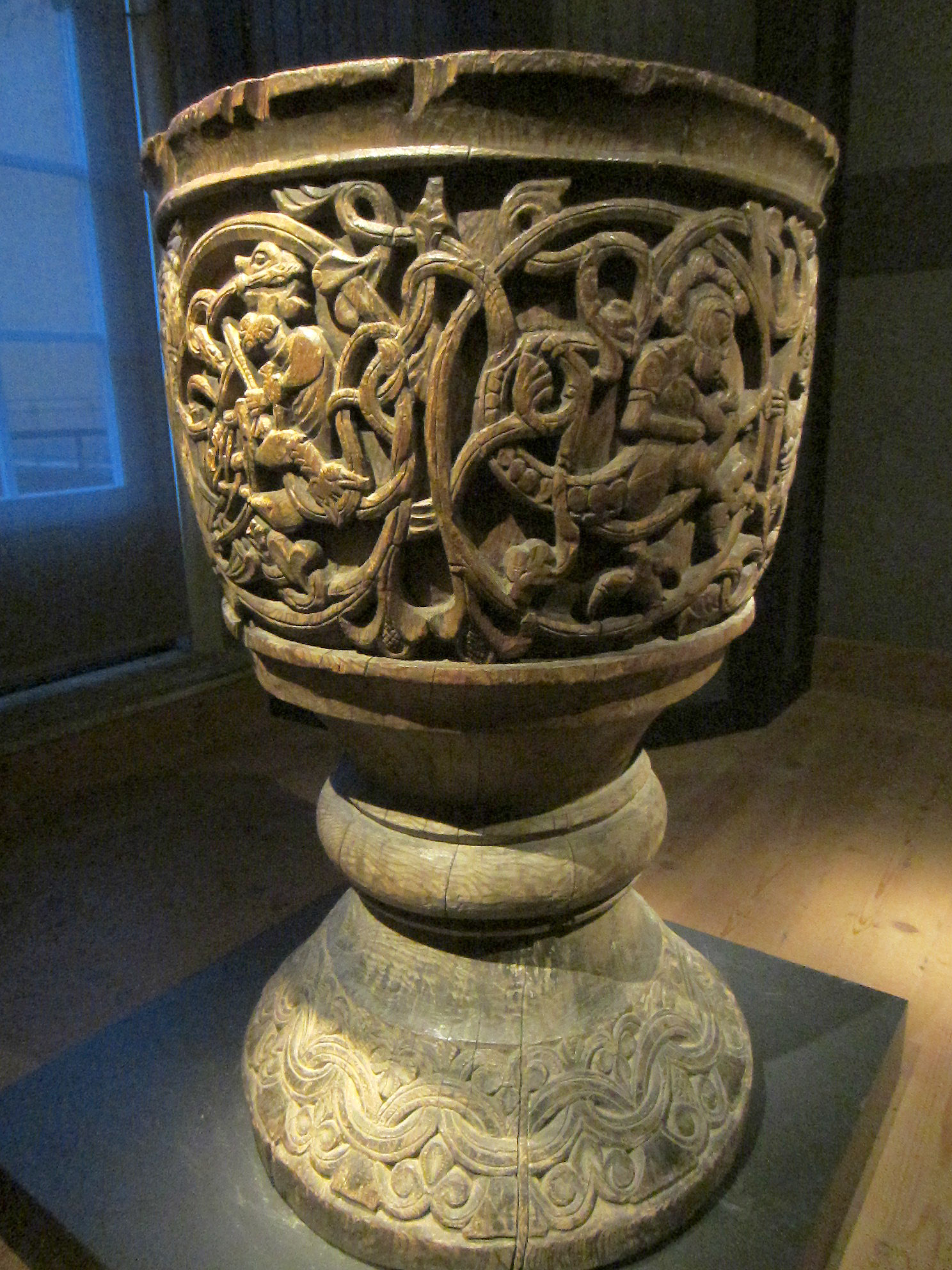
Середньовічний купель з церкви Няс
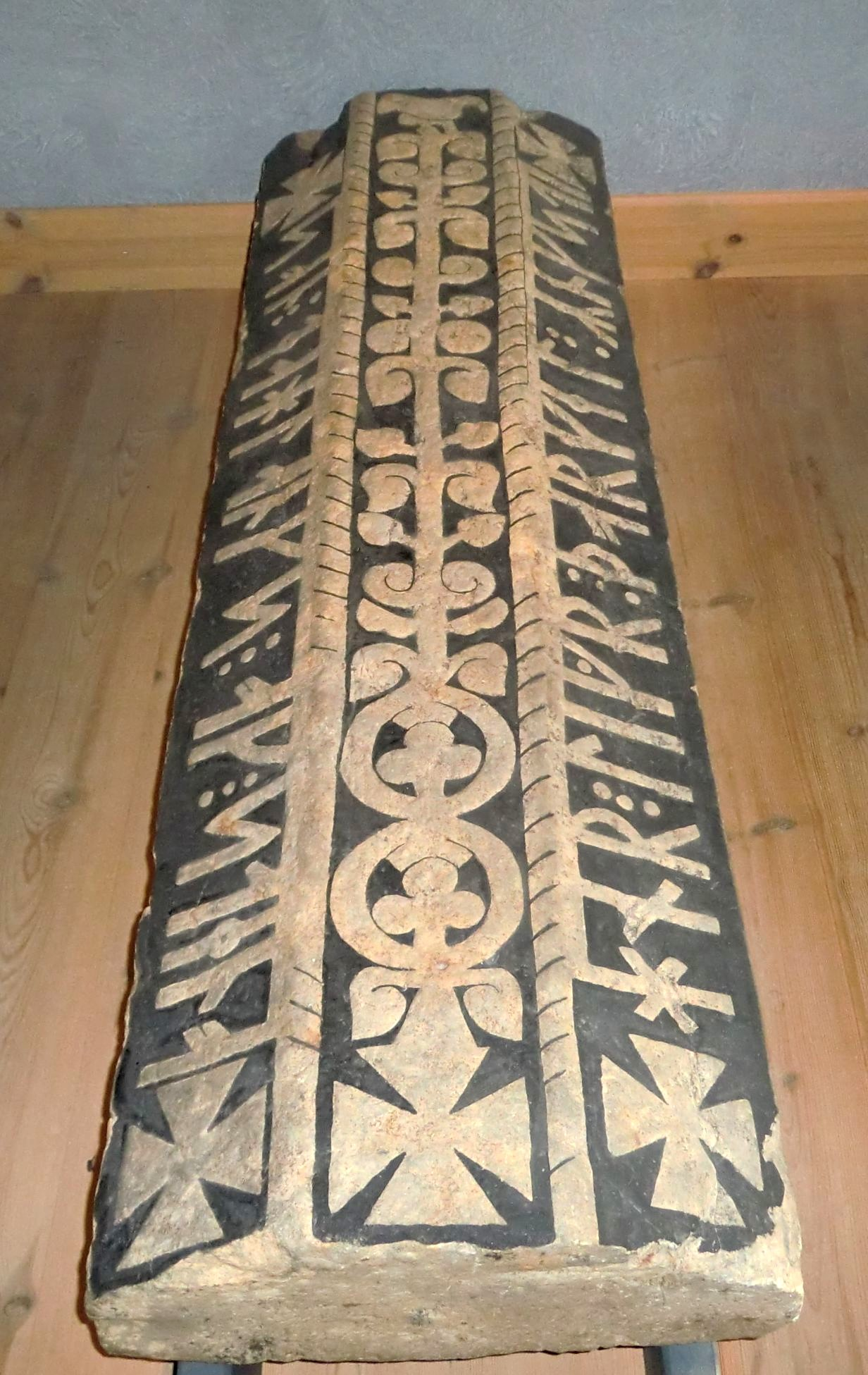
Камінь з рунічним текстом з церкви Няс, Вестерйотланд
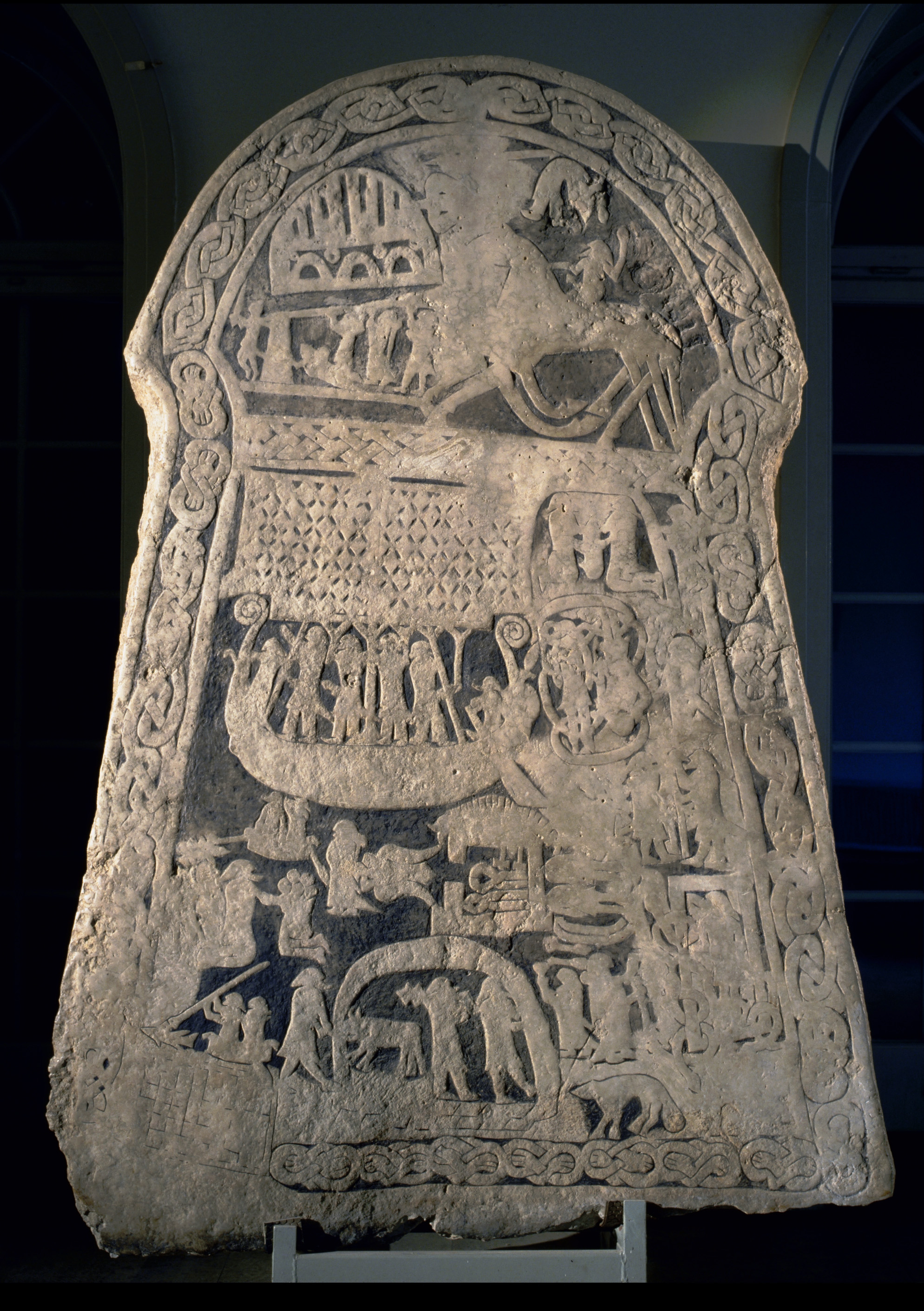
Доісторичний камінь, що показує цифри з Германо-скандинавської міфології
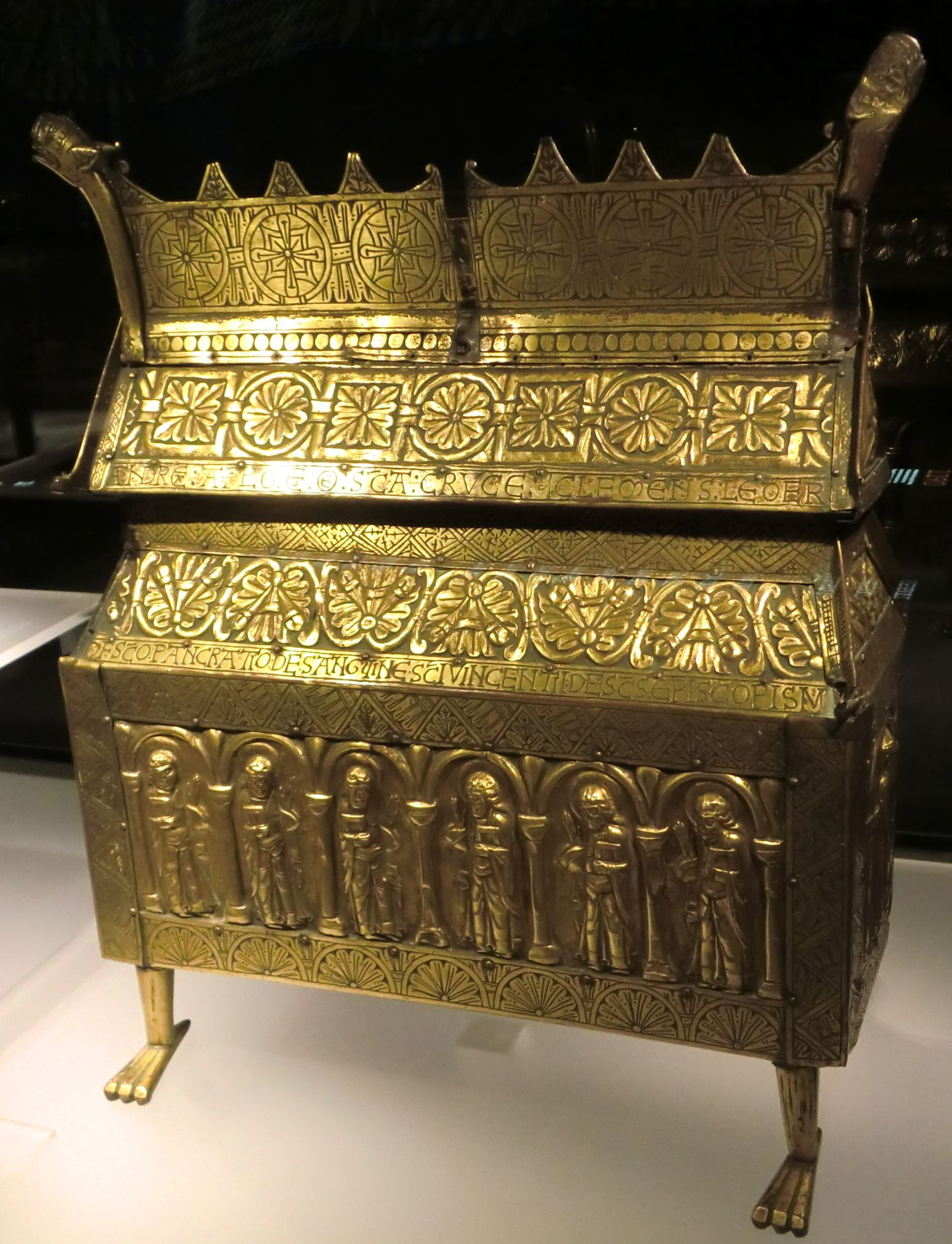
Дерев'яний релікварій з церкви Еріксберг, Вестерйотланд
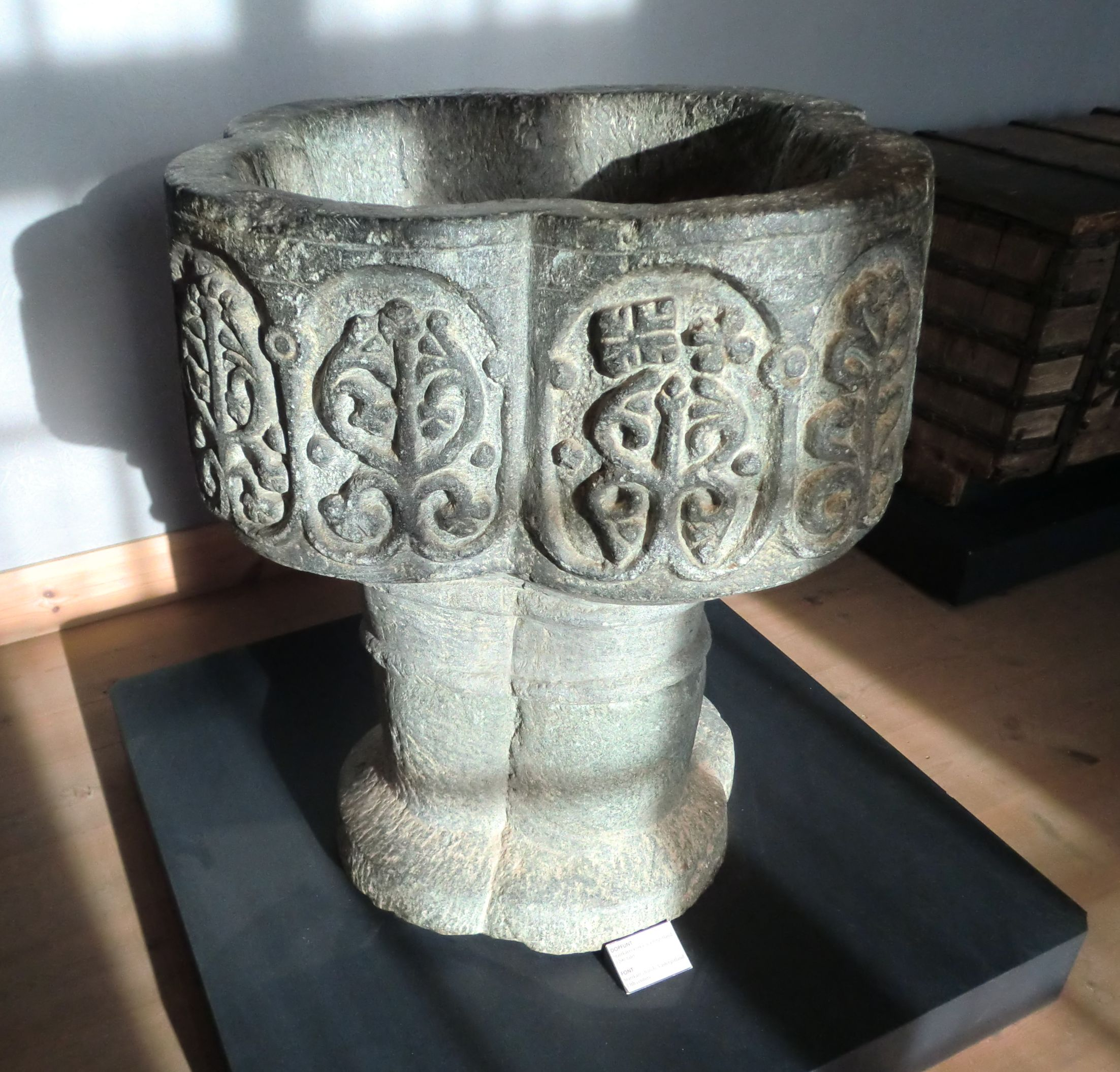
Хрестильний шрифт з церкви в Старркярр, Вестерйотланд
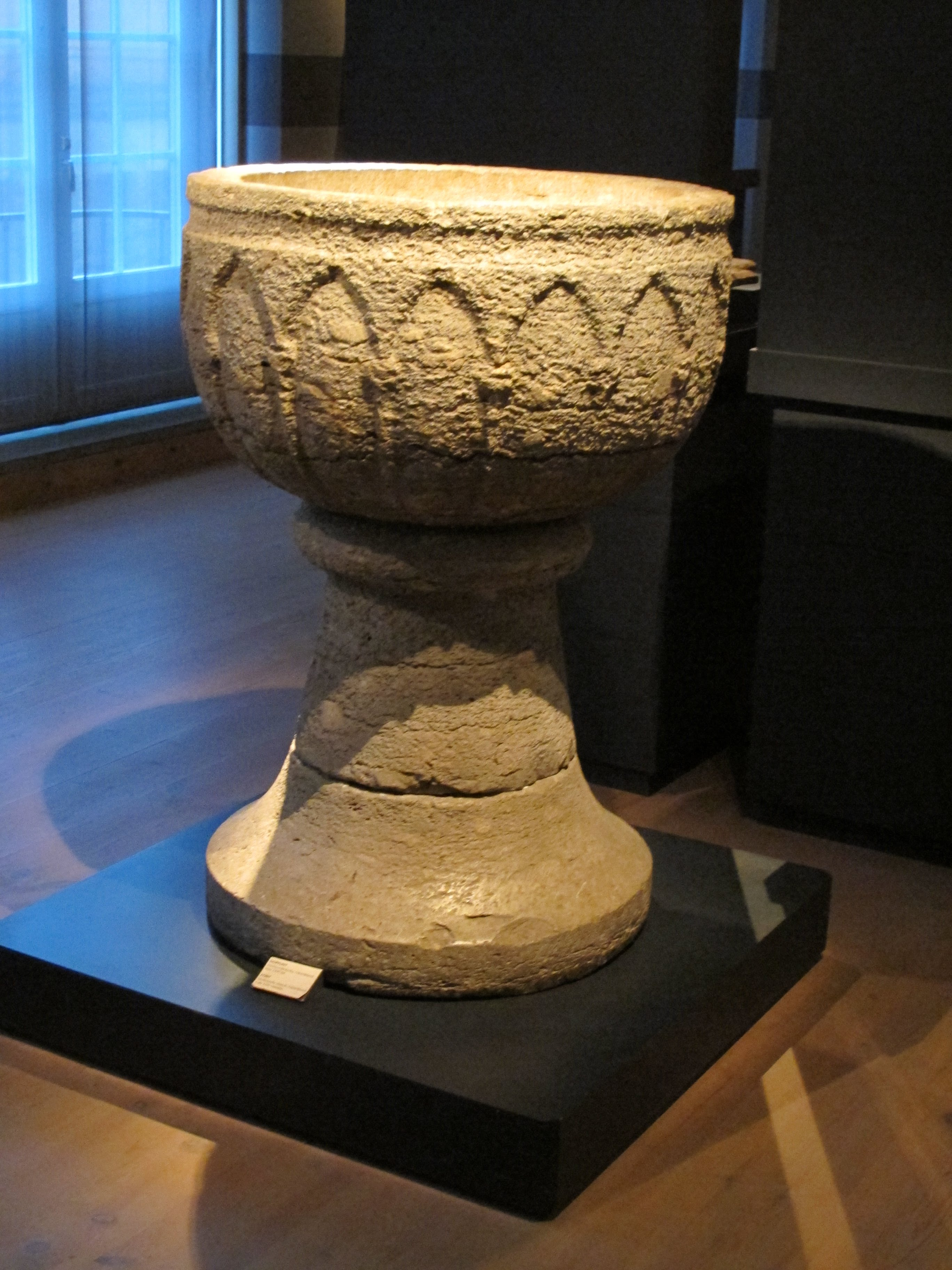
Церковний шрифт кінця XIII століття